# Kazimierz Świegocki
Kazimierz Świegocki (ur. 1943 w Łopatkach) – filozof, poeta i krytyk literacki.

## Życiorys
Po maturze uzyskanej w Liceum Ogólnokształcącym w Łasku uczęszczał do Studium Nauczycielskiego w Piotrkowie Trybunalskim. Ukończył polonistykę w Łodzi i filozofię w Warszawie. Przez krótki okres pracował jako nauczyciel języka polskiego w Bolesławcu Śląskim. Literacko debiutował w 1959 r. w piśmie harcerskim "Na Przełaj". W latach 1977–1999 był wykładowcą filozofii na Politechnice Warszawskiej i Akademii Podlaskiej w Siedlcach, od roku 2001 w Państwowej Wyższej Szkole Zawodowej w Ciechanowie. Członek Związku Literatów na Mazowszu. Wydał sześć tomów poezji.
24 września 2008 otrzymał Nagrodę im. Cypriana Kamila Norwida za książkę „Od romantyzmu do postmodernizmu"